# Grigori Alexandrowitsch Margulis

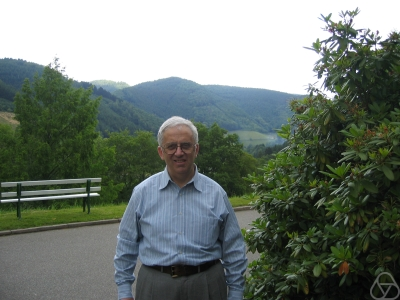
Grigori Margulis

Grigori Alexandrowitsch Margulis (russisch Григорий Александрович Маргулис, auch Grigory, Gregori oder Gregory; * 24. Februar 1946 in Moskau, Sowjetunion) ist ein ehemals sowjetischer, jetzt US-amerikanischer Mathematiker, der für seine Arbeiten über Gruppentheorie, Kombinatorik, Maßtheorie, Ergodentheorie und Zahlentheorie 1978 die Fields-Medaille erhielt und 2020 den Abelpreis.

## Leben
Er wurde als Sohn einer jüdischen Familie in Moskau geboren und studierte an der dortigen Universität unter Jakow Grigorjewitsch Sinai, bei dem er zunächst über Ergodentheorie arbeitete. 1970 wurde er promoviert (Kandidat der Wissenschaften) und arbeitete dann am Institut für Informationsübertragung, wo er in den 1970er und 1980er Jahren blieb und 1986 leitender Wissenschaftler wurde. 1991 wurde er Professor für Mathematik an der Yale University.
Zu seinen Doktoranden gehören Hee Oh und Emmanuel Breuillard.

## Werk
Mit David Kazhdan bewies er den Satz von Kazhdan-Margulis über diskrete Gruppen. 1975 bewies er den Superstarrheitssatz für Gitter in symmetrischen Räumen vom Rang {\displaystyle \geq 2}. Dieser verschärft den Mostow-Starrheitssatz und besagt, dass Darstellungen dieser Gitter entweder endliches Bild haben oder sich zu einer Darstellung der umgebenden Lie-Gruppe fortsetzen lassen. Als Korollar zum Superstarrheitssatz bewies er, dass Gitter in symmetrischen Räumen vom Rang {\displaystyle \geq 2} immer arithmetische Gruppen sein müssen.
1986 bewies er die Oppenheim-Vermutung (von 1929) über quadratische Formen und diophantische Approximationen. Sie besagt, dass eine indefinite quadratische Form in {\displaystyle n} Variablen ({\displaystyle n\geq 3}), die kein reelles Vielfaches einer Form mit rationalen Koeffizienten ist, als Funktion der ganzen Zahlen Werte annimmt, die dicht in den reellen Zahlen liegen.

## Ehrungen und Mitgliedschaften
1978 erhielt er die Fields-Medaille, durfte sie aber nicht in Helsinki in Empfang nehmen. Erst 1979 konnte er ins Ausland (nach Bonn) reisen.
2005 erhielt er den Wolf-Preis. 1990 hielt er einen Plenarvortrag auf dem ICM in Kyōto (Dynamical and ergodic properties of subgroup actions of homogeneous spaces with applications to number theory).
1968 erhielt er den Preis der Moskauer Mathematischen Gesellschaft.
1991 erhielt er die Medaille des College de France und 1995 den Humboldt-Forschungspreis. Außerdem erhielt er 1996 den Lobatschewski Preis der Russischen Akademie der Wissenschaften. Er ist Mitglied des Tata Institute of Fundamental Research (1996), der American Academy of Arts and Sciences (1992) und der National Academy of Sciences. Er ist Fellow der American Mathematical Society.
2020 erhielt er mit Hillel Fürstenberg den Abelpreis.